# Provincia de Chupaca

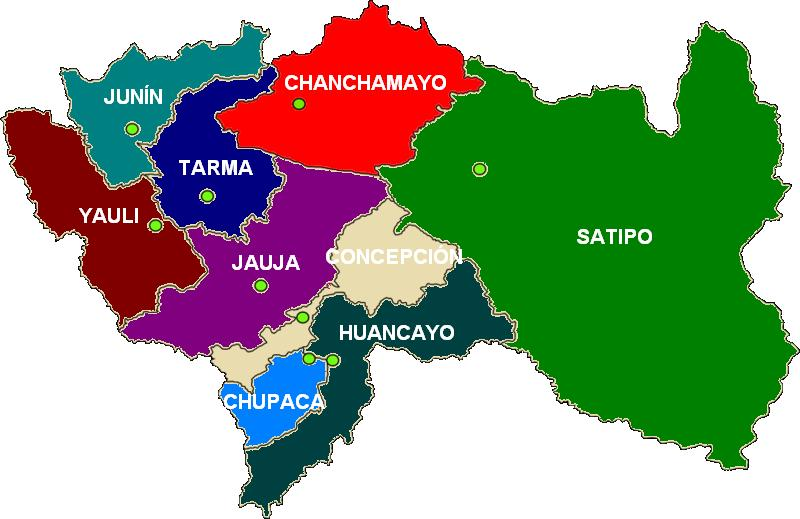
Provincias del departamento de Junín

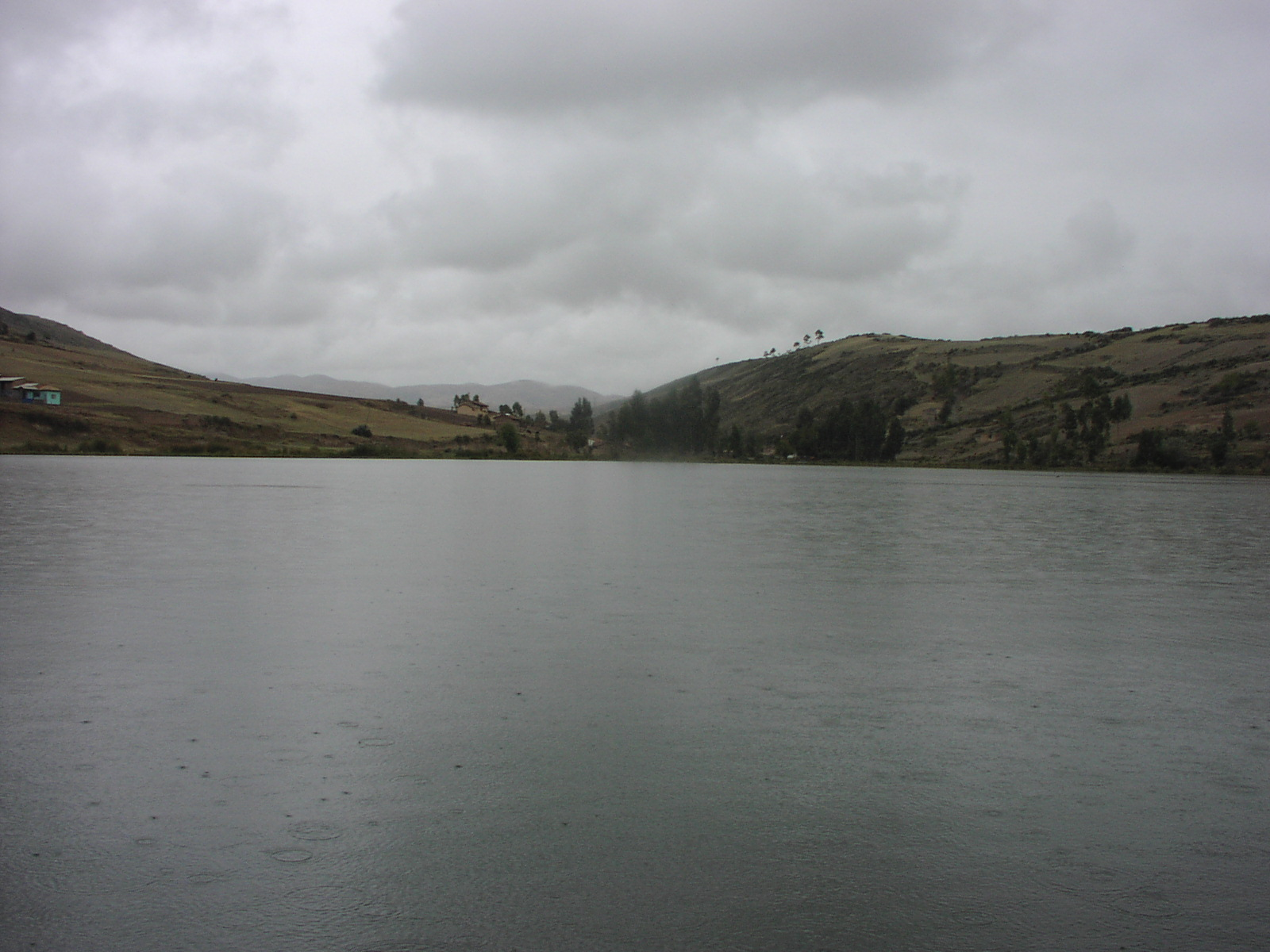
Laguna de Ñahuimpuquio

La provincia de Chupaca es una de las nueve provincias que conforman el departamento de Junín, bajo la administración del Gobierno regional de Junín. Limita por el norte con la provincia de Concepción, por el este con la provincia de Huancayo, por el sur con el departamento de Huancavelica y por el oeste con el departamento de Lima.  
Dentro de la división eclesiástica de la Iglesia católica del Perú, pertenece a la arquidiócesis de Huancayo.

## Historia
Aproximadamente entre los años 7000 y 5000 a. C., se asentaron en suelo chupaquino, grupos humanos de cazadores y recolectores, que habitaron los abrigos rocosos de Acuripay. En el año 6000 a. C., surgen las primeras aldeas de agricultores en Paccha, Acla Hausi y Willka Ulo.[cita requerida]
El 12 de noviembre de 1823, es reconocido como distrito, y el 24 de agosto de 1971 se le reconoce como pueblo heroico. 
En el gobierno del presidente Alberto Fujimori, el 5 de enero de 1995, mediante Ley n.º 26428, es elevado a la categoría de provincia.

## Geografía
Chupaca Provincia Heroica abarca una superficie de 1153,05 km², está ubicada a 3263 m s. n. m. y a 297 km de Lima. Con clima templado y seco, se encuentra atravesada por el río Cunas. 
Destaca la laguna de Ñahuimpuquio, a quince kilómetros al oeste de la ciudad de Huancayo, con un espejo de agua de siete hectáreas y crianza de truchas, donde se pueden realizar paseos en bestias de carga y botes.

## División administrativa
La provincia de Chupaca está dividida en nueve distritos:
1. Chupaca
2. Áhuac
3. Chongos Bajo
4. Huáchac
5. Huamancaca Chico
6. San Juan de Yscos
7. San Juan de Jarpa
8. Tres de Diciembre
9. Yanacancha

## Población
Esta provincia tiene una población aproximada de 53 000 habitantes.

## Capital
La capital de la provincia es la ciudad de Chupaca.

## Autoridades

### Regionales
- Consejero regional
  - 2019-2022:[3] Saúl Arcos Galván (Movimiento Político Regional Perú Libre)

### Municipales
Desde el 2023, el actual alcalde de la provincia es Luis Alberto Bastidas Vásquez quien fue elegido por un periodo de cuatro años en las elecciones del 2022.

### Policiales
- Comisaría de Chupaca
  - Comisario: Cmdt. PNP Rolando Izquierdo Bueno

## Economía
La provincia principalmente se dedica a la agricultura y servicio. Entre los principales productos agrícolas, tenemos papa, maíz, brocoli, apio y otros. También, la venta de lechón es una de las principales actividad económicas, ya que este plato es muy consumido por los habitantes del valle del Mantaro.

## Lugares de estudio
Huayao: A doce kilómetros de Huancayo, se encuentran las instalaciones del Observatorio Geofísico, en él se realizan estudios de meteorología, física nuclear, y la biblioteca.

## Lugares de interés
- Laguna de Ñahuimpuquio: Su nombre proviene de una frase quechua que significa 'ojo de agua' (manantial). Ubicada a cinco minutos del distrito de Ahuac en la provincia de Chupaca (a once kilómetros de Huancayo). Posee una fauna silvestre propia de su ecosistema. En sus aguas, se puede apreciar un lindo espejo de agua de aproximadamente siete hectáreas. En la superficie de la laguna, crece una champa que flota llamada pulichampa, la cual puede soportar el peso de algunas personas. Al costado de esta laguna, se encuentra una colina con los restos arqueológicos de Arhuaturo.

Se cuenta un misterio acerca de esta laguna; se dice que esta laguna está de alguna forma unida con la laguna de Paca, pues antiguas leyendas cuentan de algunos accidentes como personas que se ahogaban en la laguna de paca y que no se encontraban sus cuerpos, sino hasta después de tiempo en esta laguna.

## Festividades
- Mayo: Fiesta de las Cruces
- Junio: San Juan Bautista
- Julio y agosto: Santiago